# Kacper Grzelak (ur. 2003)
Kacper Grzelak (ur. 22 listopada 2003) – polski żużlowiec, zawodnik Wybrzeża Gdańsk i Apatora Toruń.

## Kariera
Wychowanek TŻ Ostrovii, licencję zdał w 2019 roku na torze w Grudziądzu.
W latach 2020–2023 startował dla macierzystego klubu, z którym dwukrotnie zdobył brązowy medal DMPJ (2021 i 2022), a także wygrał U24 Ekstraligę w 2022 roku. Został jednocześnie wypożyczony do PSŻ Poznań na rozgrywki II ligi, gdzie w 7 meczach uzyskał średnią 1,125 pkt/bieg. W tym samym roku wziął udział w finale Indywidualnych Mistrzostw Europy Juniorów, w którym zdobył 12 miejsce.
W sezonie 2023 został wypożyczony do Motoru Lublin na rozgrywki Ekstraligi, reprezentując jednocześnie TŻ Ostrovię w U24 Ekstralidze. W najwyższej polskiej klasie rozgrywkowej uzyskał średnią 0,674 pkt/bieg, i zdobył Drużynowe Mistrzostwo Polski.W U-24 Ekstralidze zdobył z TŻ Ostrovią 3 miejsce.
W roku 2024 ponownie reprezentował barwy PSŻ Poznań, tym razem w rozgrywkach Metalkas 2 Ekstraligi. Uzyskał średnią 1,531 pkt/bieg.
Sezon 2025 będzie jego pierwszym w roli zawodnika U24. Podpisał on kontrakt z Apatorem Toruń na rozgrywki U24 Ekstraligi, z którego został wypożyczony do Wybrzeża Gdańsk, z którym rywalizował będzie w Krajowej Lidze Żużlowej.